# Hypnum lindbergii
Hypnum lindbergii ist ein pleurokarpes Laubmoos aus der Familie Hypnaceae, das nach dem schwedisch-finnischen Bryologen Sextus Otto Lindberg (1835–1889) benannt ist. Deutsche Namen sind Gekrümmtes Schlafmoos oder Lindbergs Schlafmoos.

## Merkmale
Diese Moosart bildet gelbgrüne bis bräunlichgrüne, lockere und glänzende Rasen mit bis zu 10 Zentimeter großen, wenig oder unregelmäßig verzweigten, niederliegenden bis aufrechten Pflanzen. Die Enden der Stämmchen und Äste sind hakig eingekrümmt. Die sichelförmig-einseitswendig gekrümmten, breit eiförmig-lanzettlichen Blätter sind bis 2,5 Millimeter lang, hohl, flachrandig und ziemlich kurz und breit zugespitzt. Die Blattrippe ist kurz und doppelt, oft ist sie auch nur sehr schwach ausgeprägt. Astblätter sind schmäler und länger zugespitzt.
Die Laminazellen sind in der Blattmitte schmal linealisch-wurmförmig, 5 bis 7 µm breit und 10- bis 16-mal so lang, in der Blattspitze kürzer und etwa 2- bis 4-mal so lang wie breit, am Blattgrund oval bis länglich, dickwandig und stark getüpfelt. Die zahlreichen Blattflügelzellen sind aufgeblasen, hyalin, dünnwandig und bilden eine von den darüberliegenden Blattzellen gut abgegrenzte, rundliche Gruppe. Der Stämmchenquerschnitt weist einen Zentralstrang auf, die Epidermiszellen (äußere Rindenschicht) sind hyalin und größer als die darunterliegenden Zellen.
Die Sporophyten besitzen eine 2,5 bis 4 Zentimeter lange, glatte und rötliche Seta, eine geneigte bis waagrechte, gekrümmte und länglich-eiförmige Kapsel mit kegeligem und geschnäbeltem Deckel. Das Moos ist diözisch. Es fruchtet sehr selten.

## Verbreitung und Standortansprüche
Hypnum lindbergii ist in den gemäßigten, arktischen und alpinen Bereichen Europas, Asiens und Nordamerikas verbreitet. In Mitteleuropa kommt es schwerpunktmäßig im Gebirge vor, in der Ebene ist es selten.
Es beansprucht frische bis feuchte, schattige bis lichtreiche, kalk- oder basenhaltige Standorte und wächst auf lehmigem bis sandigem Boden an Waldrändern, auf Forstwegen, in Schottergruben, Niedermoorwiesen, Gräben und im Uferbereich stehender Gewässer; nur selten besiedelt es morsches Holz.